# مفتي القدس
مفتي القدس رجل الدين السني للمسلمين المسؤول عن القدس والأماكن المقدسة، بما في ذلك المسجد الأقصى. تم إنشاء هذا المنصب من قِبل الحكومة العسكرية البريطانية بقيادة رونالد ستورز في عام 1918. منذ عام 2006 يشغله محمد حسين.

## التاريخ

### الانتداب البريطاني
بينما كانت فلسطين تحت الانتداب البريطاني، أنشئت سلطات الانتداب البريطاني منصب المفتي العام للقدس. كان الهدف من إنشاء البريطانيين هو «تعزيز مكانة المكتب».
عندما توفي كامل الحسيني في عام 1921، عين المفوض السامي البريطاني هربرت صموئيل محمد أمين الحسيني في هذا المنصب. أمين الحسيني، وهو عضو في عشيرة الحسيني في القدس، كان قوميا ومسلما عربيا في الانتداب البريطاني على فلسطين. وبصفته المفتي الأكبر وزعيم اللجنة العربية العليا، وخاصة خلال فترة الحرب 1938-1945، لعب الحسيني دوراً رئيسياً في المعارضة العنيفة للصهيونية وتحالف بشكل وثيق مع النظام النازي في ألمانيا. في عام 1948، بعد دخول الأردن للقدس، قام عبد الله الأول ملك الأردن بإقالة الحسيني من المنصب رسميًا، ومنعه من دخول القدس، وعين حسام الدين جارالله مفتيًا. عند وفاة جارالله في عام 1952، عينت وزارة الأوقاف الأردنية سعد العلمي بديلاً له.

### السلطة الفلسطينية
في عام 1993، بعد وفاة العلمي، ومع نقل السيطرة على الأماكن المقدسة الإسلامية في القدس من إسرائيل إلى الفلسطينيين، عين رئيس منظمة التحرير الفلسطينية ياسر عرفات سليمان الجعبري مفتيًا. عندما توفي عام 1994، عيّن عرفات عكرمة سعيد صبري. تمت إقالته صبري في عام 2006 من قبل رئيس السلطة الوطنية الفلسطينية محمود عباس، الذي كان قلقًا من أن صبري كان متورطًا في الشؤون السياسية. عيّن عباس محمد أحمد حسين، الذي كان ينظر إليه على أنه معتدل سياسي. لكن بعد تعيينه بفترة قصيرة، أدلى حسين بتصريح يشير إلى أن التفجير الانتحاري كان تكتيكًا مقبولًا للفلسطينيين لاستخدامه ضد إسرائيل.

## قائمة
- كميل الحسيني من إنشاء المنصب في عام 1920 وحتى وفاته في عام 1921
- محمد أمين الحسيني من عام 1921 إلى عام 1948، حتى نفاه البريطانيون في عام 1937 (لكن لم يتم فصله من منصب المفتي)[8][9]
- حسام الدين جارالله من 1948 إلى 1954
- سعد العلمي من 1954 إلى 1992[10]
- سليمان الجعبري من 1992 إلى 1994
- عكرمة سعيد صبري من أكتوبر 1994 إلى يوليو 2006
- محمد أحمد حسين من يوليو 2006 إلى الوقت الحاضر